# Soteriologie
Soteriologie (von altgriechisch σωτήρ sōtḗr, deutsch ‚Retter‘, ‚Erhalter‘ und λόγος lógos, deutsch ‚Rede‘ oder ‚Erörterung‘) bezeichnet die Lehre von der Erlösung aller Menschen im christlichen Kontext.
Sie ist im Lauf der Christentumsgeschichte unterschiedlich akzentuiert worden und setzt in der Regel die Sünde, den Menschen beziehungsweise das jeweilige Menschenbild und die Christologie zueinander in Beziehung.
Meist kommt dabei das gegensätzliche Verhältnis zwischen dem sündhaften Menschen und dem von der Sünde erlösten Menschen in den Fokus, das je nach Akzentuierung stärker durch eine Gottestat, wie den stellvertretenden Sühnetod Jesu, oder durch eine Teilnahme des Menschen bestimmt wird. Mit der Reformation kam es in dieser Frage zu einer Spaltung der Westkirche, wobei auf katholischer Seite stärker die Rolle des Menschen bei der Heilsfrage betont wird, während diese auf Seiten der evangelischen Kirche weitestgehend ausgeschlossen wurde.
In den theologischen Konzepten der pluralistischen Religionstheologie, so etwa um John Hick, sind es vor allem die ‚nach- oder postaxialen Religionen‘, deren vornehmliches Streben auf die Erlösung oder Befreiung gerichtet sei. Damit sind, nach Hick, die religiösen Bewegungen und Systeme der Achsenzeit weiter gefasst und geprägt von soteriologischen Strukturen.

## Konzepte

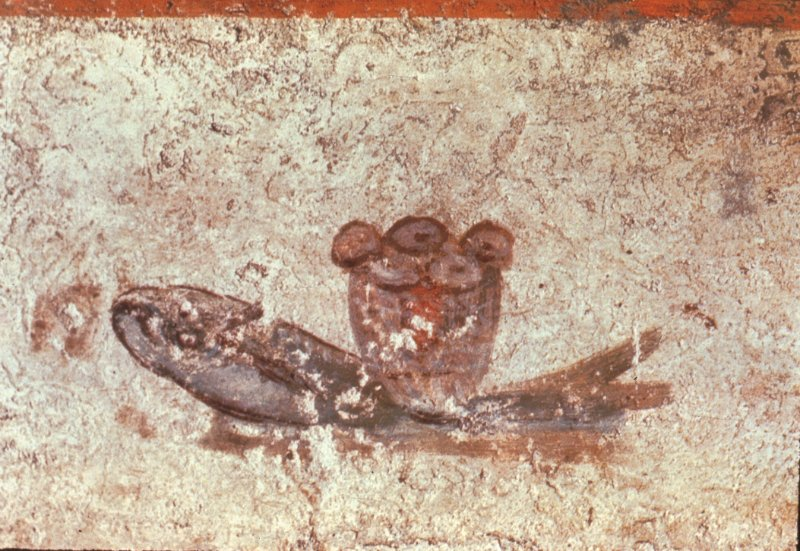
Eucharistische Fische, Wandmalerei aus der Calixtus-Katakombe, 2./3. Jahrhundert

Die Soteriologie ist kein eigenständiges, von anderen Bereichen unterscheidbares Teilgebiet der Dogmatik. Sie weist enge Bezüge zur Gnadenlehre einschließlich ihrer Rechtfertigungstheologie sowie zur Eschatologie und Sündenlehre auf. Aufgrund dieser zahlreichen Bezüge entstehen auch heute beständig neue Studien zu Einzelaspekten der Soteriologie in historischen Sichtweisen.
Im Laufe der Geschichte hat sich eine Vielfalt soteriologischer Konzepte herausgebildet. Das bildhafte Sprechen in Form von Metaphern spielte dabei eine zentrale Rolle.
Entscheidender Bezugspunkt christlicher Soteriologie ist die Person Jesu Christi. Jesus stellt im Erlösungsgeschehen jenes Verhältnis der Menschen zu Gott wieder her, das durch die menschliche Sünde zerstört wurde: Als Sündenloser nimmt er die Sünde durch den Kreuzestod auf sich – sie wird mit ihm begraben und mit seiner Auferstehung überwunden (Röm 8,3 ; Röm 4,25 ).
Karl Lehmann zeigt in einer im Jahr 1982 veröffentlichten Skizze zur inhaltlichen Bestimmung eines soteriologischen Kontinuums fünf verbindliche Elemente auf:
1. Ausgangsbasis: Sklaverei der Sünde
2. Vollzugsform: Gottes Wirken in der Lebenshingabe Jesu Christi
3. Wirkweise: „für uns gekreuzigt“
4. Ziel: Vergebung und Teilhabe an Gottes Leben
5. Grund: Liebe und Erbarmen Gottes.

In einer ähnlichen Weise hatte Gustaf Aulén drei Motive hervorgehoben: Christus als Sieger über den Tod, als stellvertretend leidendes Opfer und als Beispiel für eine neue Lebensexistenz.
Gisbert Greshake entwirft schließlich eine heute vielzitierte Typologie der Soteriologie, bei der er die Erlösungslehre inhaltlich in drei Epochen einteilt, die nachfolgende Merkmale aufweisen:
1. In der Patristik dominierte eine christliche Paideia mit Jesus Christus als göttlichem Erzieher (Christus victor).
2. Das Mittelalter kannte als eine zentrale Perspektive die Idee einer Erlösung als innere Begnadung des Einzelnen (Christus victima).
3. Die Neuzeit, die vorerst letzte Epoche, wird geprägt durch den Leitgedanken einer Erlösung als inneres Moment neuzeitlicher Subjektivität (Christus exemplar).

Mit Blick auf neuere Publikationen der Erlösungslehre beobachtet Dorothea Sattler ein verstärktes Bemühen, zwischen der Biografieforschung und Theologie einen Zusammenhang herzustellen, der die soteriologische und eschatologische Dimension eines Lebens betrachtet.
Als eine der wesentlichen Herausforderungen der Gegenwart für die Soteriologie, sowie für die Theologie insgesamt, kann das Suchen nach einer lebensnahen und erfahrungsbezogenen Sprachgestalt von Erlösung benannt werden.

## Geschichte

### Antike
In den ersten Jahrhunderten der christlichen Zeitrechnung stand die Inkarnation Gottes in Jesus im Vordergrund soteriologischer Schriften und auch Auseinandersetzungen, denn die Erlösung des Menschen, seine Befreiung von der Welt und von den sie beherrschenden Mächten, seine Befreiung zumal von Fleisch, Sünde, Gesetz und Tod, kann er nicht aus eigenen Kräften zuwege bringen. Die Erlösung – darin stimmen Urchristentum und Gnosis überein – kann nur ein von der göttlichen Welt her geschehendes, am Menschen sich vollziehendes Ereignis sein. Es ist nach christlichem Glauben geschehen in der Sendung Jesu von Nazareth, in seinem Tode und seiner Auferstehung.

#### Urchristlicher Auferstehungsgedanke

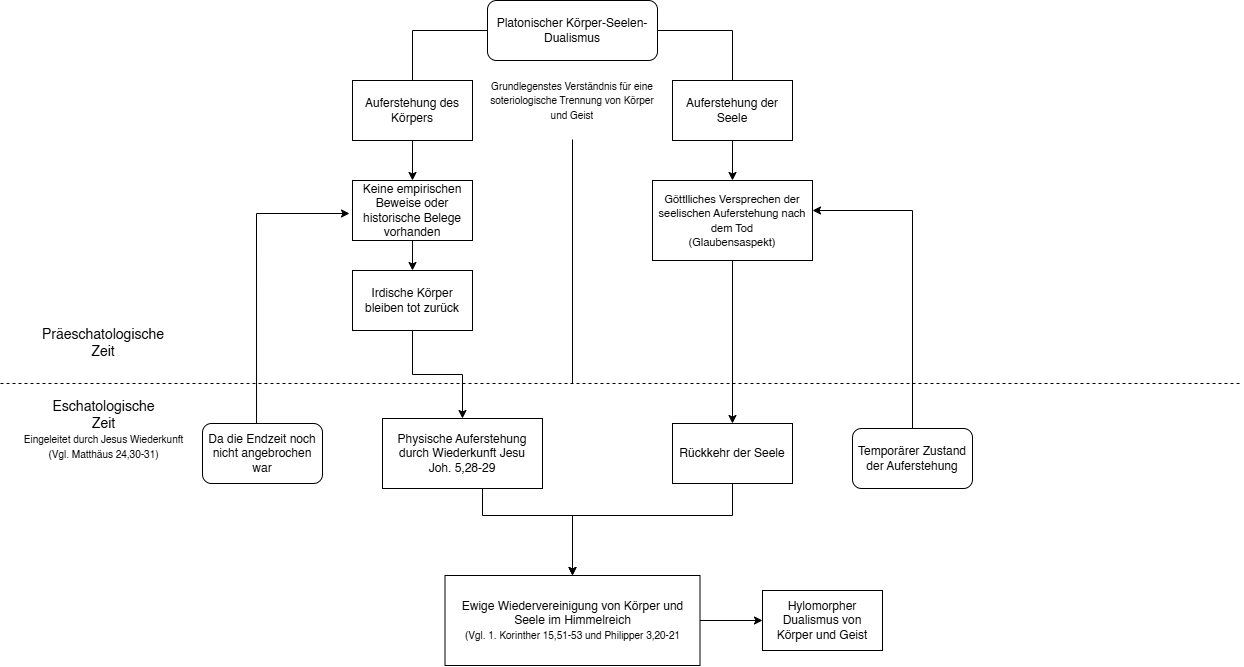
Diagramm der präeschatologischen und eschatologischen Soteriologie

Die neutestamentliche und urchristliche Idee der Auferstehung unterteilt sich in präeschatologische und eschatologische Zeit. In der präeschatologischen Zeit kann von einem platonischen Dualismus zwischen Seele und Körper ausgegangen werden. Nach dem Tod bleibt der Körper tot zurück, was empirisch eindeutig belegbar ist. Der Auferstehungsglaube bezieht sich auf die Auferstehung der Seele in eine höhere Dimension, einen göttlichen paradiesischen Zustand. Mit einem rein präeschatologischen Verständnis von Soteriologie ist an dieser Stelle der vollkommene Zustand der Erlösung erreicht. Der Schächer neben Jesus ist wohl mit diesem Verständnis von der Auferstehung nach Jesu Versprechen verstorben (vgl. Lukasevangelium: „Heute noch wirst du mit mir im Paradies sein“, 23,43 ). Die Auferstehung passiert hier direkt nach dem Tod und stellt die höchstmögliche Form des Seins dar.
Aus anderen neutestamentlichen Bibelstellen wie dem Matthäusevangelium, den paulinischen Briefen und der Offenbarung des Johannes leitet sich jedoch ein anderes Bild ab. Die Auferstehung, die unmittelbar nach dem Tod passiert, stellt nur einen temporären Zustand des Seins dar. Erst mit Jesu Wiederkunft (vgl. Mt 5,28-29) findet eine endgültige göttliche Auferstehung des Individuums statt. Dies geschieht durch die Wiederbelebung des irdischen Körpers (Joh. 5,28-29) und eine Reinkarnation der Seele in diesen. Erst dadurch kann die wahre christliche Auferstehung des Einzelnen stattfinden (vgl. 1 Kor 15,51-53 und Phil 3,20-21). Der hylomorphe Dualismus von Thomas von Aquin beruht auf dieser Idee. Diese Sichtweise erklärt die fehlende körperliche Auferstehung der vorherigen, präeschatologischen Perspektive, die sich aber selbst nicht als solche bezeichnet, da laut ihr das eigene Verständnis von Auferstehung maximal und final ist. Betrachtet man die Auferstehung Jesu Christi mit beiden Perspektiven, lässt sich die biblische Geschichte der leiblichen Auferstehung erklären. In der präeschatologischen Zeit wäre anzunehmen, dass Jesus den Jüngern in einer Vision erschienen ist, da eine leibliche Auferstehung nicht empirisch belegbar ist. Ausgehend von der Göttlichkeit Jesu könnte jedoch auch behauptet werden, dass es sich um eine Wundergeschichte handelt, die nicht den Gesetzen der Physik und Biologie entsprechen muss. Aus Sicht der eschatologischen Soteriologie befindet sich Jesus nicht im Rahmen der Eschatologie. Da er die Regeln der Eschatologie selbst definiert hat (beispielsweise durch den Beginn der Endzeit durch sein Wiederkommen), bewegt er sich nicht zwingend innerhalb dieser. Dadurch hat er die Möglichkeit, auch schon vor dem allgemeinen Beginn dieser Zeit leiblich aufzuerstehen. Nach dieser Logik sind auch die Wundergeschichten über Wiederbelebungen wie die des Heiligen Lazarus erklärbar.

#### Häresie
Der Begriff Häresie (von altgriechisch αἵρεσις haíresis, deutsch ‚Wahl‘, ‚Anschauung‘, ‚Schule‘) bezeichnet in der antiken griechischen Philosophie einen Grundsatz oder eine philosophische Lebensweise, die man »angenommen«, »sich erwählt« hat. Daher kann dann auch eine philosophische Schulmeinung oder eine philosophische »Schule« oder »Partei« als »haíresis« bezeichnet werden. In diesem hellenistischen Sinne wird in der Apostelgeschichte des Lukas auch von einer »haíresis« der Sadduzäer oder Pharisäer gesprochen (Apg 5,17 ; 15,5 ; 26,5 ). Schließlich kann Lukas in gleicher Weise auch von einer »haíresis« der Nazoräer oder Jesusanhänger reden (Apg 24,5+14 ; 28,22 ).
Demgegenüber gebraucht Paulus in seinen Briefen den Begriff »haíresis« negativ, im Sinne von »Parteiung« (1. Kor. 11,19 ; 5,20 ). In dieser Tradition steht 2. Petr. 2,1 , wo von »Pseudopropheten« gesagt wird, dass sie verderbliche »haíresis« in die Gemeinden der Gläubigen einführen. Dass hier im Begriff »haíresis« schon die Bedeutung »Irrlehren« mitschwingt, ist möglich. Zunächst sind wie bei Paulus »verderbliche Parteiungen« im Sinne von Spaltungen angesprochen, die den Leib Christi zerteilen und so das eine und gemeinsame Heil im einen Leib Christi, der die eine Kirche ist, zunichtemachen (1. Kor. 1,10–17 ).
Im Sinne von »Parteiungen« (lat. sectae, denn die lateinischen Übersetzungen verwenden für »haíresis« den Begriff »sectae«) gebraucht auch Ignatius von Antiochien noch den Begriff »haíresis« (Ign Eph 6,2; Ign Tr 6,1) und prangert damit Sonderlehren an, die von außen in die Gemeinden hineingetragen worden sind. Diese trennen eine Elite innerhalb der Gemeinde durch eine Absonderung von den übrigen Gläubigen ab und führen sie damit in eine Trennung vom »Gott Jesus Christus, vom Bischof und von den Anordnungen der Apostel« (Ign Tr 7,1–2) und zum Verlust ihres Heils.

##### Gnosis
Die Frömmigkeit der gnostischen Kreise ist die Mystik der hellenistischen Welt. Geheimnisvolle Weihen (Einfluss der Mysterien) vermitteln die Gnosis (altgriechisch γνῶσις), die tiefere Einsicht in die göttlichen Geheimnisse. Der Gemeindeglaube (ψιλὴ πίστις psile pistis) gilt als bloße Vorstufe zu der höheren Stufe der Gnosis (Umwandlung der Religion in Philosophie), der sich die Geheimnisse der Entstehung und des Wesens der Welt, des Ursprungs des Bösen und der Erlösung enthüllen. Die Lösung dieser Probleme erfolgt in der Form, dass tiefsinnige Gedanken uralter Mythen und hypostasierte philosophische Begriffe wie Nous (νοῦς), Psyche (ψυχή), Weisheit (σοφία sophia) zu komplizierten Systemen verschmolzen werden, die den großen Gott-Welt-Prozess schildern: die Entstehung der Welt und die Rückkehr ihrer göttlichen Elemente zu ihrem Ursprung.
Die wesentlichste Gemeinsamkeit aller gnostizistischen Systeme ist ein wohl aus dem persischen Zoroastrismus stammender kosmischer Dualismus (d. h. eine Zweipoligkeit der Welt), wonach alles Materielle, Fleischliche, Leibliche, Irdische minderwertig ist und dem Reich der Finsternis entsprungen, alles Geistige dagegen gut und lichthaft. Zwischen dem Reich des Lichtes und dem Reich der Finsternis herrscht ein unerbittlicher kosmischer Kampf, dessen Ausgang die vollständige Trennung und damit die Vernichtung des Reiches der Finsternis ist. Denn die Vermischung der beiden Prinzipien Licht und Finsternis ist das Grundübel, der Kern alles Leidens. Entstanden ist sie dadurch, dass die Finsternis Lichtpartikel in leidvoller Gefangenschaft festhält, deren sie sich vor der Schöpfung der materiellen Welt bemächtigen konnte und mit deren Hilfe der Demiurg (Macher) der irdischen Welt seine Schöpfung belebt hat. Denn der Schöpfer der materiellen Welt ist nicht identisch mit dem Vater des Alls, aus dem alles Leben und alles Gute herausgeflossen ist (= Emanation). Der Schöpfer der real vorfindlichen Welt ist vielmehr ein letztlich unwissender Technokrat, der die geistige Tiefe des Lebens nicht zu erkennen vermag und einst mit dem Reich der Finsternis untergehen wird. Dem im Einzelnen verschieden ausgestalteten Mythos der Schöpfung, entspricht ein ebenso verschieden ausgeführter Mythos der Erlösung, dessen Kern darin besteht, dass der gütige, allwissende Vater des Alls einen »Anruf« oder »Gesandten« ausschickt, der die in den Menschenseelen gefangenen und schlafenden Lichtpartikel aufweckt, so dass sie sich ihrer Herkunft, ihrer Gefangenschaft und ihrer Aufgabe erinnern und sich auf den Heimweg zum Alleinen machen.
Dieser Heimweg ist ein Weg der Loslösung der Geistpartikel von der Materie in der menschlichen Seele und geschieht in einem stufenweisen Aufstieg, wobei hier im Besonderen Einflüsse der Astrologie Gestalt gewonnen haben. Die äußeren Mittel dieses Aufstieges sind – je nach Schule – asketische Enthaltsamkeit oder verachtende Gleichgültigkeit gegenüber allen gesellschaftlichen Normen (Libertinismus). Dem stufenweisen Aufstieg zum geistigen Sein entspricht eine stufenweise wachsende Erkenntnis (Gnosis). Sie hat sich oft in den unterschiedlichen Weihegraden der jeweiligen Schule niedergeschlagen und auch in den Riten. Anzahl und Charakteristika der einzelnen Erlösungsstufen sind in den unterschiedlichen gnostizistisehen Systemen sehr verschieden. Allgemein lässt sich eine dreifache Einteilung der Anhängerschaft festhalten:
a) »Hyliker« (Stoffmenschen), d. h. Menschen, die noch ganz dem Leiblichen verfallen sind und nicht oder noch nicht erlöst werden können.
b) »Psychiker« (Seelenmenschen), d. h. Menschen, die gemäß den Bedürfnissen und Begierden der Seele leben und daher bereits in mancher Umsicht für die gnostische Botschaft zugänglich sind.
c) »Pneumatiker« (Geistmenschen), d. h. Menschen, die allein nach dem Aufstieg des unstofflichen Geistes in ihrer Seele trachten und in die Geheimnisse der Lehre immer mehr Einblick gewinnen.
Der Gnostizismus in den christlichen Gemeinden hat den »Weckruf« oder »Gesandten« des Allvaters durchgehend mit dem »Logos (Wort) Gottes« und daher mit Jesus Christus identifiziert, wobei allerdings oft deutlich gemacht wird, dass dieser »Christus« nicht durch die Geburt wirklich Mensch geworden sei, sondern vielmehr nur einen Scheinleib angenommen habe und daher auch nur scheinbar gekreuzigt worden sei, weshalb es auch keine leibliche Auferstehung geben könne, weder in Bezug auf Christus selbst, noch in Bezug auf die Gläubigen zum Gericht am Ende der Tage. Doketismus nennt man diese Leugnung der Leiblichkeit Christi, seiner Geburt, seines Kreuzes und seiner Auferstehung. Mit ihr hat sich schon Paulus auseinandersetzen müssen (1. Kor. 15 ), Ignatius von Antiochien hat sie entschieden bekämpft. Die Gnostiker glaubten mit dem Doketismus gegen einen primitiven Materialismus der Kirchenchristen anzugehen, die in ihren Augen durch ihr »Hängen am Fleisch« zumeist »Hyliker« sind.
Eine starke Wirkung übt in der christlichen Gnosis auch Platon aus mit seinem Dualismus von Geist und Materie. Der Leib gilt als Sitz des Bösen, der Geist als Sitz des Guten. Die gnostischen Kreise interpretieren Fleisch und Geist im platonischen Sinne wie später Aufklärung und Idealismus.

##### Marcion
Nicht eigentlich dem Gnostizismus zuzurechnen ist Marcion (Μαρκίων), ein reicher Reeder aus Sinope in Pontus, ein gebildeter Mann. Er wollte die nach seiner Meinung judaisierende Kirche durch Rückkehr zum ursprünglichen Evangelium (Jesus, Paulus) reformieren. Zuerst in Sinope, dann auch von Papias und von Polykarp abgewiesen (Papias ließ sich durch die von Marcion mitgebrachten Empfehlungsschreiben Pontischer Brüder nicht bestechen; Polykarp sah in ihm den „Erstgeborenen des Satans“), begab er sich um 138/139 nach Rom; hier kam es, vermutlich im Juli 144, nach einer Verhandlung mit den Presbytern, ebenfalls zum Ausschluss aus der Gemeinde. Darauf schuf Marcion mit großem organisatorischen Geschick binnen kurzem eine große marcionitische Gegenkirche. Die Berührung Marcions mit dem Gnostizismus ist eine Berührung in den Spitzen, nicht in den Grundlagen. Nach Irenäus war Marcion von dem syrischen Gnostiker Kerdon beeinflusst; das kann aber kein Einfluss auf die Hauptpunkte der Lehre Marcions gewesen sein. Marcion kennt nicht die Notwendigkeit der Gnosis, die Überordnung der Gnosis über die Pistis, die Berufung auf Geheimtraditionen, die Mysterienmagie, die Aeonenspekulation. Mit dem Gnostizismus gemeinsam ist die Beseitigung des Alten Testamentes, das Hinüberspielen der Probleme in die Kosmologie, sowie das Zweigöttersystem. Der Dualismus ist jedoch dadurch etwas gemildert, dass der Demiurg zwar als ponerós (altgriechisch πονηρός ‚schlecht‘) und bloß díkaios (δίκαιος ‚gut‘), aber nicht als kakós (κακός ‚bösartig‘) bezeichnet wird.
Die Grundlage seiner Anschauung ist ein überspannter Paulinismus: Paulus ist der einzige Apostel, der den Herrn verstanden hat, während die Urapostel und die Kirche in den Judaismus zurückgefallen sind (Gal 2,11 ). Von dem paulinischen Gegensatz zwischen Gesetz und Evangelium gelangt Marcion zu der Annahme zweier Götter. Dem Weltschöpfer (Δημιουργός Demiurgós, deutsch ‚Handwerker, Erbauer‘) und Judengott, der diese ekelhafte Welt geschaffen hat, der gerecht ist nach dem Worte „Auge um Auge, Zahn um Zahn“, steht der vor Christus völlig unbekannte, gute Gott gegenüber, der die Liebe und das Erbarmen ist. Dieser unbekannte, fremde Gott erbarmt sich der Menschen, die ihn eigentlich nichts angehen, rein aus Gnade, und sendet Christus in einem Scheinleib als Welterlöser, der im 15. Jahre des Tiberius in Kapernaum herniedersteigt, den allein wahren Gott der Liebe offenbart, aber von dem Judengott ans Kreuz gebracht wird. Das ist die Katastrophe des Judengottes, der durch das scheinbare Leiden des höchsten Gottes ungerecht geworden ist und mitsamt den Gesetzesfrommen dem Verderben anheimfällt. Nachdem damit das Gesetz aufgehoben ist, ist die Seligkeit allein an den Glauben geknüpft. Damit verbindet Marcion die schärfste Askese (Verbot des Fleisch- und Weingenusses und der Ehe). Die Wiederkunft Christi und die Auferstehung des Fleisches werden verworfen; der jüdische Messias wird noch kommen, aber ein irdischer Messias sein. Als Ersatz für das von ihm verworfene Alte Testament, das ein scheußliches Offenbarungsbuch des Judengottes sei, das Marcion jüdisch-wörtlich, nicht christlich-allegorisch interpretierte, schuf er seinen Gemeinden, da der „gute“ Gott doch auch ein heiliges Buch haben musste, einen Kanon, ein bearbeitetes Evangelium (ευανγέλιον ‚gute Botschaft‘, d. h. er reinigte das Lukasevangelium von vermeintlichen judaistischen Verfälschungen) und redigierte ebenfalls 10 Paulusbriefe (Gal  , 1 Kor  , 2 Kor  , Röm  , 1 Thess  , 2 Thess  , Eph  , Kol  , Phil  , Phlm  ). Auch verfasste er ein eigenes Werk, die Antithesen (Ἀντιθέσεις ‚Gegensätze‘), worin er den Gegensatz zwischen Aussprüchen des Alten Testamentes und solchen der Religion der Liebe nachwies.

#### Patristik

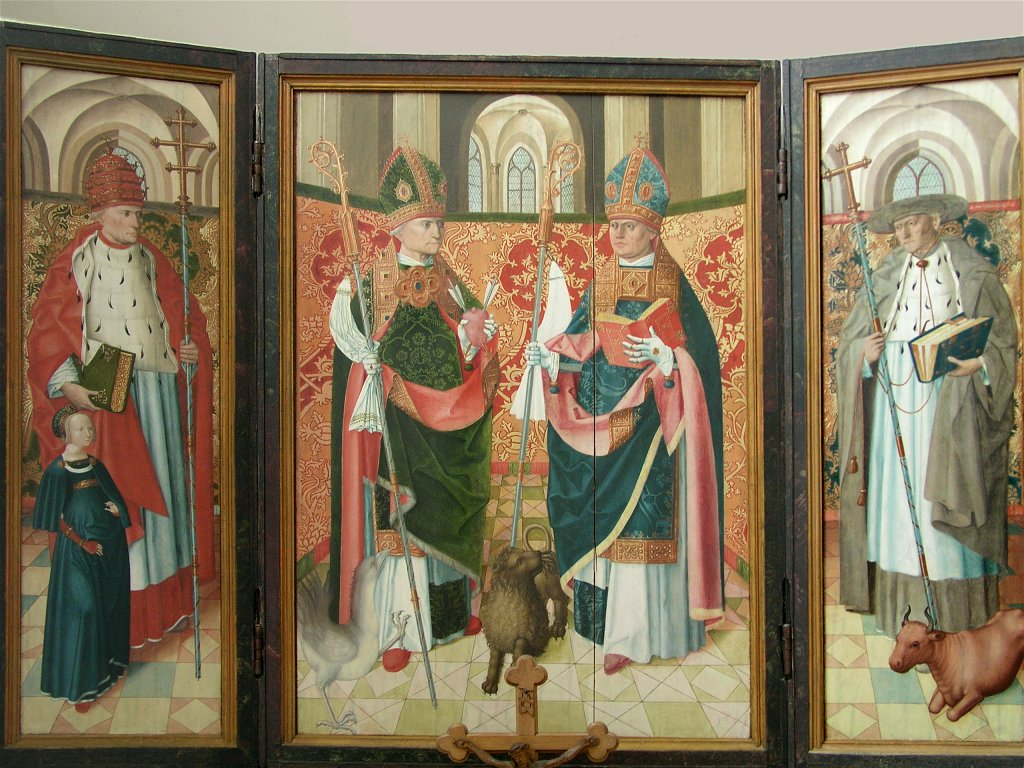
Altartafel mit den vier lateinischen Kirchenvätern, Kloster Bordesholm

Die Patristik, die eine lange Tradition hat, beschreibt, erforscht und bewertet die literarisch-theologischen Leistungen der Kirchenväter.

##### Irenäus
Irenäus (ca. 135 – ca. 200) war es ein zentrales Anliegen sich gegen die zu wenden, die »unter Vortäuschung besonderer Erkenntnis (Gnosis) vom Schöpfer und Ordner des Alls abbringen, als ob sie ein höheres und größeres Wesen vorzeigen könnten als den Gott, der Himmel und Erde und alles darin gemacht hat«. Ihnen gegenüber betont er in seinen Werken immer wieder die Einheit von Gott als Schöpfer, Erhalter und Erlöser der Welt. Er illustriert diese Einheit im Blick auf die Erschaffung des Menschen durch das Bild, dass Gott den Menschen durch Seine zwei Hände, nämlich das Wort und die Weisheit (Sohn und Heiliger Geist), geformt habe. Damit ist die Einheit von Schöpfer, Erlöser und Erhalter zugleich als Einheit von Vater, Sohn und Heiligem Geist bestimmt. Und diese Einheit stellt sich ihm in der Epideixis als »Kanon unseres Glaubens« und »Grund des Gebäudes« und »Festigkeit des Wandels« dar, so dass er sagen kann: »Gott, Vater, ungeworden, unfassbar, unsichtbar, ein Gott, der Schöpfer von allem; das ist der allererste Punkt unseres Glaubens. Der zweite Punkt aber ist das Wort Gottes, der Sohn Gottes, Jesus Christus, unser Herr, der den Propheten erschienen ist gemäß der Form ihrer Prophezeiung und gemäß der Tragweite der Ratschlüsse des Vaters; durch Ihn ist alles geworden; der auch am Ende der Zeiten, um alles zur Vollendung zu bringen und zusammenzufassen, Mensch unter Menschen, sichtbar und tastbar geworden ist, um den Tod zu vernichten und das Leben aufzuzeigen und eine Gemeinschaft der Vereinigung zwischen Gott und Menschen zu bewirken. Und der dritte Punkt ist der Heilige Geist, durch den die Propheten prophezeit und die Väter die göttlichen Dinge gelernt haben und die Gerechten auf den Weg der Gerechtigkeit geführt wurden und der sich am Ende der Zeiten auf eine neue Weise auf die Menschheit über die ganze Erde ergoss, indem er den Menschen für Gott erneuerte« So ist hier also im Zusammenhang der Behauptung der Einheit Gottes als Schöpfer, Erlöser und Erhalter gegenüber dem gnostischen und markionitischen Dualismus das trinitarische Taufbekenntnis zur Regula fidei geworden, wobei für Irenäus wie für die späteren orthodoxen Väter wichtig ist, dass Vater, Sohn und Geist gleichermaßen Gott sind; mag auch der Vater umfassender und in dem Sinne größer sein als Sohn und Geist, so sind diese doch nicht geringer als er. Nicht nur das Bekenntnis zur Einheit von Gott Vater, Sohn und Heiligem Geist ist nach Irenäus unverzichtbar für den christlichen Glauben, sondern ebenso das Bekenntnis zur Einheit Christi als »wahrer Gott und wahrer Mensch«.
Irenäus bezeichnet die Erlösung, die Jesus erwirkt hat, als Rekapitulation (lateinisch recapitulatio ‚Zusammenfassung, Wiederholung‘), er hat die Menschheit erlöst, indem er sie einem Prozess der Erneuerung und Vollendung zugeführt hat. Christi Heilswerk ist für Irenäus nicht einfach die Versöhnung der Menschheit mit Gott, sondern die Erneuerung und Vollendung der ganzen Schöpfung, also der Menschheit und der um ihretwillen geschaffenen Natur. Die Rekapitulation ist ein Prozess, der im Alten Bund durch Gesetz und Propheten vorbereitet wurde, mit Geburt, Tod und Auferstehung Christi eingeleitet wurde, in der Kirche seinen Fortgang nimmt, im Reich Christi gefestigt wird und schließlich zur Vollendung kommt, wenn der Sohn alles dem Vater unterworfen hat. Dieser Prozess ist nicht nur ein Prozess der Heilung der durch die Sünde des Abfalls von Gott verletzten Schöpfung, sondern darüber hinaus ein Prozess der Befreiung durch den Heiligen Geist, der wachsenden Vereinigung mit Gott, der Vervollkommnung der Schöpfung, der Schau Gottes, der Verherrlichung und »Vergöttlichung« des Menschen. Denn das Lebensziel des Menschen ist die Schau Gottes, das Leben in der frei gewählten willentlichen Einheit mit Gott.

##### Origenes
Der griechische Kirchenvater Origenes (ca. 185 – ca. 254) entwickelte über das Sühneopfer Jesu („Die Bezahlung für die Sünden der Welt durch seinen Tod am Kreuz“) eine sogenannte »Lösegeld-Theorie«, die sich so zusammenfassen lässt: Der Tod Christi war das an Satan gezahlte Lösegeld.
1. Satan kreuzigte Jesus, aber in Wirklichkeit war es nichts anderes, als dass Gott den Teufel »mit List dazu brachte«, genau dies zu tun.
2. Satan hatte durch den Sündenfall bestimmte Rechte über den Menschen erworben; von daher gehören alle Sünder aufgrund ihrer Sünde Satan.
3. Mit dem Tod Christi bezahlte Gott den Preis für die Auslösung der Sünder.
4. Satan akzeptierte Jesus als Lösegeld für die Sünder, aber er konnte ihn nicht festhalten.
5. Am Ostersonntag stand Jesus siegreich von den Toten auf, sodass Satan schließlich weder seine ursprünglichen Gefangenen noch das für sie bezahlte Lösegeld besaß.

##### Athanasius
Unter den altkirchlichen Soteriologien ragt Über die Menschwerdung des Logos und seine leibhafte Erscheinung unter uns des Athanasius (um 298–373), eines der bedeutendsten Theologen der Alten Kirche, hervor. Es ist die ostkirchlich-griechische Parallele zur lateinischen Version Cur deus homo, mit der später Anselm von Canterbury für die Soteriologie des abendländischen Mittelalters bestimmend wurde.
Seine Versöhnungslehre beinhaltete, dass der Mensch, indem er durch seinen Ungehorsam die Gemeinschaft mit Gott gebrochen hat, sich selbst von der Quelle des Lebens abgeschnitten hat und dem Tod verfallen ist. Das ewige Schöpferwort Gottes (Joh 1,1  ff.), das eins ist mit allen Geschöpfen, wurde in Christus Mensch und hat stellvertretend den Tod für die Menschen erlitten und damit die Macht des Todes gebrochen, um durch seine Auferstehung die Toten zu neuem Leben zu erwecken. Das neue Leben schließt auch die Vergebung der Schuld ein. Die Menschen müssen zwar hinfort noch sterben, aber der Tod ist nun nicht mehr die Strafe für die Sünde und damit Verdammnis und Schrecken, sondern der Weg zur Auferstehung. Die Lehre des Athanasius gipfelte in der Aussage: Gott wurde Mensch, damit wir Menschen vergöttlicht werden.
Während des Arianischen Streites setzte sich Athanasius für die Trinität ein.

##### Augustinus
Dem lateinischen Kirchenvater Augustinus von Hippo (354–430) zufolge schenkt Gott den Glauben und Gottes Gnade schafft den guten Willen. Wenn sich der Mensch zum Guten entscheidet, ist dies Gnadenwirkung und in Gottes unerforschlichem Willen, nicht in der menschlichen Würdigkeit, begründet. Gottes Gnade in Christus befreit den Menschen vom Bösen und ohne diese Gnade kann der Mensch nichts ausrichten, weder im Denken und Handeln, noch im Wollen und Lieben. Christus ist die Quelle der Gnade. Augustinus beruft sich auf die Erwählung Jakobs im Mutterleib (Röm 9,10–16 ) und schreibt mit Paulus auch das Wollen, und nicht nur das Vollbringen (Phil 2,13 ), dem göttlichen Handeln zu (1 Kor 4,17 ). Der Glaube und die damit einhergehende Möglichkeit zur Hinwendung zu Gott, und zur Einhaltung der Gebote, sind deshalb allein Gott anzurechnen. Die Lehre von der Erbsünde (peccatum originale) wird vorausgesetzt und so ist die von Gott geschaffene Natur durch den Sündenfall Adams verändert, verletzt und pervertiert und folglich wird jeder Mensch von der Selbstliebe (amor sui) beherrscht. Durch diese starke Abhängigkeit des Willens und der Taten des Menschen durch das Glaubensgeschenk durch Gott wird in späten Werken Augustins die Prädestinationslehre zum Kriterium gemacht, wodurch die Gnadenlehre in ihr aufgeht. „Einige Sünder erwählt Gott zum Heil (partikularer Heilswille), die Masse der Sünder verfällt seinem Gericht.“ Die Antwort auf die Frage, warum nicht allen Menschen das Geschenk der rettenden Gnade verliehen wird, unterliegt dem geheimen Ratschluß Gottes.
Die Soteriologie des Augustinus kann in »vier heilsgeschichtlichen Stufen« des Menschen zusammengefasst werden: 1. Posse peccare – »sündigen können«, dies ist der Mensch, wie er geschaffen worden war, sein Zustand vor dem Sündenfall: Er war sündlos geschaffen, hatte aber die Möglichkeit zu sündigen. 2. Non posse non peccare, »unfähig, nicht zu sündigen«, dies ist der Mensch nach dem Sündenfall: Der Mensch war nicht in der Lage, etwas anderes als Sünde zu tun, nachdem die Sünde ihren Anfang genommen hatte; ein Zustand, in den alle Menschen hineingeboren wurden. 3. Posse non peccare – »nicht sündigen müssen«, dies ist der Zustand des geretteten Menschen: Der Mensch ist durch die Kraft des Heiligen Geistes in der Lage, nicht zu sündigen. 4. Non posse peccare – »nicht sündigen können«: Dies ist der Zustand des verherrlichten Menschen (Röm 8,30 ), denn im Himmel wird der Mensch nicht mehr fähig sein zu sündigen.
Der Weg zur Ruhe und Einheit mit Gott (von der 2. Stufe zur 3. Stufe) lässt sich in sieben weitere Stufen unterteilen: Auf der ersten Stufe wird der Hochmut des Menschen dadurch gebrochen, dass er sich aus Furcht (»timor«) vor dem zeitlichen und ewigen Tod Gott zuwendet. Auf der zweiten Stufe unterwirft sich der Gläubige der Autorität der Heiligen Schrift und der Kirche, das ist die Frömmigkeit, (»pietas«). Auf der dritten Stufe müht man sich um Erkenntnis (»scientia«) des Willens Gottes und seiner Gebote und gelangt so zur Reue. Auf der vierten Stufe gelangt man zur Stärke (»fortitudo«) wo Hunger und Durst nach Gottes Gerechtigkeit nicht mehr durch irdischen Genuss zu vertreiben sind. Auf der fünften Stufe reinigt man sich durch uneigennützige Nächstenliebe im Rate der Barmherzigkeit (»consilium«) bis man sogar zur Feindesliebe fähig ist. Auf der sechsten Stufe dringt man zur Erkenntnis der göttlichen Wahrheit vor in der Klarheit des Intellektes (»claritas intellectus«) und zieht der göttlichen Wahrheit nicht einmal mehr einen geliebten Menschen vor, auch nicht sich selbst. Auf der siebten Stufe gelangt man zur Weisheit (»sapientia«) und erreicht so die Glückseligkeit der »Schau Gottes« (»vita beata«), denn die Vereinigung mit Gott in vollkommener Liebe kann nur erreichen, wer seine Eigenliebe, seinen Eigensinn, samt seinen Süchten und Abhängigkeiten abgelegt hat und selbst voll Liebe (1 Kor 13,13 ) geworden ist.

### Mittelalter
Zum Schisma, das die Kirche im Mittelalter in eine Ost- (Orthodoxe Kirche) und Westkirche (Römisch-katholische Kirche) spaltete, kam es im Zusammenhang mit der einseitig westlichen Zufügung des »filioque« (»und vom Sohn«) im dritten Artikel des ökumenischen Glaubensbekenntnisses von 379/81 (des sog. Nicäno-Konstantinopolitanums), die als Hauptursache der ab 1054 nicht mehr überwundenen Kirchenspaltung zwischen West und Ost genannt wurde und wird. Im Osten geht es letztlich um die »Vergöttlichung« (»Theosis«) des Menschen, d. h. um seine Teilhabe an der »Doxa«, der Glorie, Macht, Güte und Schönheit Gottes in der Vereinigung mit Ihm, wobei Sündenvergebung und Rechtfertigung, die im Westen für das Ziel der »vita beata« (des seligen Lebens) eine Schlüsselstellung einnehmen, in die Reihe der notwendigen Voraussetzungen zurücktreten und der Heilige Geist den Menschen nicht ohne dessen Ja-Wort verwandelt. Insofern ist die Wahrung des »freien Willens« des Menschen in der Ostkirche (die nicht mit Pelagianismus gleichzusetzen ist) im Gegensatz zum Augustinismus der Westkirche (in dessen Folge dann auch Luther und Calvin vom »unfreien Willen« ausgingen), eines der wesentlichen theologischen Momente der ost-west-lichen Unterschiedlichkeit.
Eine der Voraussetzungen des ostkirchlichen Selbstverständnisses ist der Hesychasmus, wobei die »Ruhe in Gott« erfahren wird, die zur Schau des ungeschaffenen Lichtes der göttlichen Energie führen kann. Der Hesychasmus, der sich im orthodoxen Mönchtum vom 5. bis zum 14. Jahrhundert entwickelt hat, ist im 7. Jahrhundert durch Schriften wie die »Leiter« (»Klimax«) von Johannes vom Sinai, genannt Klimakos, unter den Eremiten (Anachoreten) und Klostervorstehern verbreitet worden. Durch Symeon den Neuen Theologen ist der Hesychasmus dann um die Wende vom 10. zum 11. Jahrhundert zu einem Bestandteil der typisch byzantinischen Sakramentsmystik geworden.

#### Anselm von Canterbury
Über eine breite Wirkungsgeschichte, die weiterhin anhält, verfügt die Satisfaktionslehre Anselms von Canterbury (um 1033–1109), die er in seiner Schrift Cur deus homo (‚Warum wurde Gott Mensch?‘) entfaltet hat: „Gott wurde Mensch, um so die einzig mögliche (weil einzig vor der Vernunft vertretbare) Weise der Erlösung des Menschengeschlechts Wirklichkeit werden zu lassen,“ denn durch menschliche Sünden ist ein Verlust des ewigen Heils entstanden. Und dieser Verlust ist nur aufhebbar, indem Gott selbst Mensch wurde und in Jesus Christus, seinem Sohn, der ein Sühnopfer erleidet und dadurch die menschliche Schuld sühnt. Anselm spricht von einer äußeren Ehre Gottes (gloria dei externa) und nicht von seiner persönlichen Ehre: Gottes eigene Ehre kann durch nichts, insbesondere nicht durch menschlichen Makel, angetastet werden.
Adams Ungehorsam gegenüber Gott ist eine Beleidigung einer unbegrenzten Ehre und Majestät, und kein endlich Handelnder kann diese unendliche Beschädigung oder Beleidigung wiedergutmachen. Gleichwohl muss es ein Mensch sein, der die Verletzung heilt, wenn Menschen versöhnt sein sollen. Deshalb muss Gott als ein Mensch handeln; weil Gottes Handlungen von unendlichem Wert oder Verdienst sind, werden sie die unendliche Beleidigung sühnen.
Die Satisfaktionslehre Anselms kann im Überblick folgendermaßen zusammengefasst werden:
Die Sünde, eine unendliche Beleidigung Gottes, erforderte eine gleichermaßen unendliche Satisfaktion (Genugtuung, Sühne, Tilgung).
1. Kein endliches Wesen, Mensch oder Engel, konnte solch eine Satisfaktion leisten.
2. Es war notwendig, dass ein unendliches Wesen, nämlich Gott selbst, den Platz des Menschen einnimmt.
3. Dies wurde durch den Tod des Gottmenschen am Kreuz erfüllt.
4. Durch den Tod Christi wurde der göttlichen Gerechtigkeit also vollkommen Genüge getan.
5. Von daher war der Tod Christi nicht ein an den Teufel gezahltes Lösegeld, sondern eine an den Vater gezahlte Schuld.

#### Peter Abaelard
Die »Moraleffekt-Theorie« wurde von dem Scholastiker Peter Abaelard (1079–1142) entwickelt und soll erläutern wie die Erlösung erlangt werden kann, nämlich durch eine innere Umwandlung (Buße), die durch die Betrachtung der Liebe Gottes am Kreuz geschieht: Der Tod Christi hatte eine tiefgreifende Wirkung auf den Menschen.
1. Wir betrachten die Liebe Gottes und sind überwältigt.
2. Wir sind bewegt, Buße zu tun und ihn wiederzulieben.
3. So sind wir durch den Tod Christi innerlich verwandelt.
Abaelard besteht darauf, dass das Kreuz Christi die uneingeschränkte Liebe Gottes zeige. Es gibt nichts, was Gott nicht tun oder erdulden will, um seine Liebe zu zeigen, und die Veränderung, die durch das Kreuz geschieht, ist eine Veränderung unserer Herzen. Nicht der Vater, sondern wir müssen durch Christi Tod überzeugt werden.

#### Thomas von Aquin
Thomas von Aquin (1225–1274) hat eine klassische soteriologische Erörterung der Wirkungen des Todes und der Auferstehung Christi in seiner Summa theologiae (III,49 und 53) vorgelegt, die bewusst eine Vielzahl von Metaphern verwendet. Das Ziel des Leidens und der Auferstehung wird hier deutlich als die Erhebung des Menschen, der zu vollkommener Gemeinschaft mit der Herrlichkeit Gottes bestimmt ist.
Im Kernstück seiner Theologie ist er ein Lehrer der Gnade auf der Linie von Augustin. Bloß naturhafte Erkenntnis genügt nicht zur Rechtfertigung des Menschen und so wird die Gnade nicht durch gute Werke (merita) erworben, sondern von Gott geschenkt, dennoch glaubt er an den freien Willen. Eine Regung des menschlichen Geistgrundes als freie Selbstbestimmung (liberum arbitrium) ist zur Rechtfertigung des Sünders notwendig, jedoch wird dieser Geistgrund oder die Seele des Menschen von Gott bewegt, indem er sie zu sich selbst hinwendet. Der freie Wille des Menschen ist zwar zur Rechtfertigung des Menschen erforderlich, er ist jedoch letztlich in der Erwählung des Menschen aufgehoben. Die Rechtfertigung ist somit nicht eine Kooperation zwischen Gott und dem Menschen, sondern eine Gnadenwirkung Gottes.

### Reformation

#### Martin Luther
Prägend für Martin Luthers (1483–1546) Rechtfertigungslehre war das sogenannte »Turmerlebnis«, in dem er erkannte, dass der »Gerechte aus Glauben leben wird« (Röm 1,17 ) und somit Gottes Gerechtigkeit eine passive Gerechtigkeit darstellt, dass also die Gerechtigkeit nicht menschliche Leistung, sondern Gnade Gottes ist. Die Lutherforschung hat allerdings Schwierigkeiten, dieses Ereignis, das im Turmzimmer des Wittenberger Klosters stattgefunden haben soll, zu datieren.
Die ausführlichste Erörterung Luthers über den rechtfertigenden Gott und den sündigen Menschen findet sich in seiner Auslegung des 51. Psalms, »Gott, sei mir gnädig nach deiner Güte« Ps 51,3 . Dieser Psalm enthält nach Luther die Hauptstücke seiner Religion, nämlich die Wahrheit über Sünde, Buße, Gnade und Rechtfertigung. In diesem Psalm geht es nicht nur um David und dessen sündhafte Beziehung zu Batseba, sondern vielmehr um die »Wurzel der Gottlosigkeit«, um das Verstehen von Sünde und Gnade. Luther wehrt sich gegen die scholastischen Theologen, die nicht begriffen hätten, was Sünde, noch was Gnade sei; sie hätten eine rationale Theologie ohne das Wort Gottes gelehrt. Deswegen glaubten sie auch, Gott lasse sich durch das Verhalten der Menschen beeindrucken, und es gehe nur darum, einen moralisch besseren Lebensstil zu finden. Zur wahren Buße gehört nach Luther jedoch zweierlei. Erstens die Erkenntnis der Sünde und die Erkenntnis der Gnade und zweitens die Furcht vor Gott und das Vertrauen zu seiner Barmherzigkeit. Dies gilt es immer wieder neu zu erlernen; denn auch die vom Heiligen Geist erleuchteten Menschen bleiben auf das Wort Gottes angewiesen. Nicht die einzelne Verfehlung steht zur Debatte, sondern das gesamte Wesen der Sünde, ihre Quelle und ihr Ursprung muss bedacht werden. Sünde besteht nicht nur in Gedanken, Worten und Werken, Sünde ist das ganze Leben, das wir von Vater und Mutter übernommen haben und auf dieser Grundlage entstehen dann die einzelnen Vergehen. Die natürliche Konstitution des Menschen ist nicht intakt, nicht im zivilen und auch nicht im geistlichen Bereich. Infolge der Sünde sind die Menschen von Gott abgewandt und suchen ihren eigenen Ruhm. Der Glaubende fühlt die Last des Zornes Gottes und ebenso sinnlich erfährt er die Gnade Gottes, wenn er schließlich voll Freude feststellt: Zwar kann ich vor mir selbst nicht bestehen aber in Christus bin ich gerechtfertigt und gerecht, gerecht gemacht durch Christus, der gerecht ist und gerecht macht. Deshalb ist zentraler Inhalt und entscheidendes Kriterium der Schrift Christus, denn wenn man Christus aus der Schrift herausnimmt, kann man nichts Wesentliches mehr in ihr finden: »Die ganze Heilige Schrift spricht überall allein von Christus.« Für Luther, als Theologe des Kreuzes, gehören das Kreuz Christi, das Kreuz der einzelnen Christen und das der gesamten Kirche zusammen. Das Kreuz ist keine Idee, die man sich abstrakt vergegenwärtigen kann. Nur wer sich, laut Luther, auf das Kreuz einlässt, versteht, was es mit dem Kreuz auf sich hat. Daher ist das Kreuz in der christlichen Theologie auch nicht ein Thema neben anderen, sondern das Thema schlechthin.
Zusammenfassend schrieb er 1529 in seinem Kleinen Katechismus zur Erlösung des Menschen von der Sünde, dem Tod und der Gewalt des Teufels durch Jesus Christus, den menschgewordenen Gott, die er mit seinem eigenen Blut erworben hat:

„Ich glaube, daß Jesus Christus, wahrhaftiger Gott vom Vater in Ewigkeit geboren und auch wahrhaftiger Mensch von der Jungfrau Maria geboren, sei mein Herr,
der mich verlornen und verdammten Menschen erlöset hat, erworben, gewonnen von allen Sünden, vom Tode und von der Gewalt des Teufels; nicht mit Gold oder Silber,
sondern mit seinem heiligen, teuren Blut und mit seinem unschuldigen Leiden und Sterben; auf daß ich sein eigen sei und in seinem Reich unter ihm lebe und ihm diene in ewiger Gerechtigkeit, Unschuld und Seligkeit, gleichwie er ist auferstanden vom Tode, lebet und regieret in Ewigkeit.“

#### Philipp Melanchthon
Zur Frage wie diese Erlösung, die Jesus Christus vollbracht hat, dem Menschen zugeeignet wird, wie also der Mensch die Vergebung der Sünden und damit die Gerechtigkeit, die vor Gott Bestand hat, erlangen und dadurch ins ewige Leben gelangen kann (auch: Rechtfertigung allein aus Gnaden durch den Glauben genannt), bekannte Philipp Melanchthon (1497–1560) im Augsburgischen Bekenntnis 1530:

„Weiter wird gelehrt, daß wir Vergebung der Sünde und Gerechtigkeit vor Gott nicht durch unser Verdienst, Werk und Genugtuung erlangen können, sondern daß wir Vergebung der Sünde bekommen und vor Gott gerecht werden aus Gnade um Christi willen durch den Glauben (gratis iustificentur propter Christum per fidem), [nämlich] wenn wir glauben, daß Christus für uns gelitten hat und daß uns um seinetwillen die Sünde vergeben, Gerechtigkeit und ewiges Leben geschenkt wird. Denn diesen Glauben will Gott als Gerechtigkeit, [die] vor ihm [gilt], ansehen und zurechnen, wie der Hl. Paulus zu den Römern im 3. und 4. [Kapitel] sagt.(Röm 3,21–28 ; Röm 4,1–8 ; Röm 4,23–25 )“

#### Johannes Calvin
Johannes Calvin (1509–1564) lehrte, dass Adam nicht hätte sündigen müssen, aber er fiel aus eigenem Willen in die Sünde. Adam hatte die Möglichkeit, nicht zu sündigen (posse non peccare). Er hatte die freie Wahl (liberum arbitrium) zwischen Gut und Böse, sein Verstand war klar und sein Wille war frei, sich für das Gute zu entscheiden. Adam hat diese Sünde als Erbsünde an alle seine Nachkommen weitergegeben. Dies ist als »erbliche Lasterhaftigkeit und Verderbtheit unserer Natur« definiert, »eingedrungen in alle Teile der Seele, sodass wir dem Zorn Gottes unterliegen und in uns das entsteht, was die Schrift »Werke des Fleisches« (Gal 5,19–21 ) nennt«.
Über Jesus Christus lehrte er, dass sein Auftreten mit Hilfe drei verschiedener Rollen erläutert wird, mit denen Gott zu Zeiten des Alten Bundes sein Volk regierte, als Priester, König und Prophet:
1. Das höchste Amt ist das des Priestertums. Calvin verweist auf die Gestalt Melchisedechs und auf das Priestertum Aarons, die beide gerufen wurden, um das Volk zu versöhnen und so lehrt Calvin die Versöhnung. Jesus Christus stirbt für uns. Gottes Liebe ist der tiefste Grund für die Sendung Christi, denn niemand zwingt Gott dazu. Auf diesem Weg der freien Wahl Gottes trägt Christus als Mittler die Strafe für die Sünde der Menschen. Der Tod Christi ist ein stellvertretender Sühnetod, eine Vergeltung, die dem Recht Gottes in seinem Ausmaß entspricht. Christus trägt die ganze Last des Zorns Gottes gegen die Sünde und muss dafür in die allergrößte Gottverlassenheit absinken. Dazu findet ein Tausch zwischen Gott und Mensch statt. Christus tritt gleichzeitig als Priester und Opfer auf und öffnet so den Zugang zur Quelle des Lebens neu. Christus ist der Ort, an dem die lebendig machende und erneuernde Kraft des ewigen Gottes heranrückt und wieder verfügbar wird. In der Geschichte Christi haben wir es mit einer rettenden Bewegung zu tun, mit der Gott sich nicht nur seines eigenen Sohnes erbarmt, sondern in der Person des Sohnes umarmt der Vater die gesamte Kirche (vgl. Komm. Mt 12,18 ; Joh 5,20 ). Durch den Geist werden wir in Christus aufgenommen und dem Menschen fließt das Leben zu, das über Christus, unser Oberhaupt und unseren König, aus Gott dem Vater quillt.
2. Das zweite Amt ist das Königtum. Sind die Menschen durch das Werk Christi mit Gott versöhnt, entsteht Raum, um Christus als König anzuerkennen. Häufig verweist Calvin als Bild oder Typus des Königtums Christi auf König David. Der König muss für sein Volk sorgen, Recht und Gerechtigkeit handhaben, als guter Vater seiner Untertanen auftreten und ist selbst mit Macht ausgestattet. Er muss die Güter zur Verfügung stellen, die das Volk lebensfähig machen. Dieses Königtum, das eine Quelle des Guten und der Wohlfahrt ist und das andächtigen Gehorsam erfordert, hat seine vollständige Realisierung in Jesus Christus gefunden. Die Himmelfahrt Christi bedeutet bei Calvin, dass Christus sein Königtum angenommen hat und dass er seine Kirche schon jetzt, aus der Verborgenheit des Himmels, durch Wort und Geist regiert und den Menschen nahe ist. Der Fleisch gewordene Sohn, der die Menschheit rettet, ist der, der die Kirche bereits jetzt regiert und in dessen Hand das Endurteil gelegt wird. Und diese Regentschaft und das Urteil sind keine Bedrohung, sondern Quelle der Hoffnung und Erleichterung für die Kinder Gottes, die sich auf dieser Welt von tausend Dingen bedrängt und bedroht wissen. Die Anwesenheit des erhöhten Herrn zur Rechten des Vaters (Röm 8,34 ; Kol 3,1 ) ist die Garantie für die Realität der Versprechen, die dem Menschen, der noch auf der Erde pilgert, gegeben werden. Jesus Christus ist Fleisch von unserem Fleisch, und in dieser Realität ist er jetzt unser König.
3. Das dritte Amt ist das des Propheten. Der Form nach besteht ein deutlicher Unterschied zu den beiden anderen Ämtern von Priester und König. Diese haben ihre Erfüllung und damit auch ihren Abschluss in Jesus Christus gefunden. Das Prophetenamt hat zwar einen Höhepunkt und seine Identität in Jesus Christus gefunden, aber nicht seinen Abschluss. Die Verkündigung des Wortes Gottes findet ihre Fortsetzung in den Aufgaben von Lehrern der Kirche, im Umgang mit dem Wort Gottes und in vielen Formen, in denen Gottes Wahrheit durch Menschenmund eine Stimme erhält und in der Welt öffentlich kundgetan wird.
Zusammenfassend lässt sich sagen, dass Christus die menschliche Natur re-formiert, indem er dem Vater dient, ihn liebt und ihm in allen Lebenslagen Gehorsam erweist, selbst am Kreuz, an dem er die Schmerzen einer verdammten Seele erleidet, das Gefühl einer letzten Trennung von Gott (Mk 15,34 ; Mt 27,46 ). Durch die Vereinigung mit dem Leben des Auferstandenen und im Vertrauen, das der Heilige Geist schenkt, erhält der Mensch Anteil am Nutzen des Gehorsams Christi: Wir werden behandelt, als ob wir gehorsam wären, und damit in der Sohnschaft Jesu angenommen.
Calvin kennt im Unterschied zu Martin Luther zusätzlich zu Luthers Rechtfertigung der Person auch eine Rechtfertigung der Werke, so dass auch die bösen Werke („Missetaten“) des Sünders durch Christi Unschuld bedeckt und alles Schlechte an ihnen durch seine Reinheit begraben und somit nicht zugerechnet werden.
Weiter lehrte Calvin im Unterschied zu Luther eine doppelte Prädestination, d. h., dass alle Menschen vom Beginn der Schöpfung an entweder zum Heil oder zur Verdammnis vorherbestimmt seien.

#### Verschiedene Reformatoren
Nach dem Tode Martin Luthers im Jahr 1546 kam es zwischen den Anhängern Luthers („Gnesiolutheraner“) und den Anhängern Melanchthons („Philippisten“) zu Lehrstreitigkeiten. Die „Gnesiolutheraner“ wollten die ursprüngliche Lehre Luthers unverändert beibehalten, während die „Philippisten“ in gewissen Punkten zu Kompromissen mit dem Calvinismus und dem, durch das Konzil von Trient (1545–1563) und die Gegenreformation gestärkten, Katholizismus bereit waren. In den zwei Jahrzehnte andauernden Einigungsgesprächen engagierten sich besonders J. Andreä, M. Chemnitz, N. Selneccer und D. Chyträus. Im Jahr 1577 kam es zu einer „Formel der Einheit“, der „Formula concordiae“, auch „Konkordienformel“ genannt in der die Extrempositionen beider Parteien verurteilt wurden. Über die Errettung, bzw. Erlangung der ewigen Seligkeit und des ewigen Lebens wurde folgendes gelehrt:

„Die Gerechtigkeit Christi erlangen wir nur durch den Glauben, der Christus erfährt und ihm vertraut

3. Wir glauben, lehren und bekennen, dass allein der Glaube das Mittel und Werkzeug ist, durch das wir Christus und so in Christus diese Gerechtigkeit, die vor Gott gilt, ergreifen, um deretwillen uns dieser »Glaube zur Gerechtigkeit angerechnet« wird, Röm 4.(Röm 4,5 )

4. Wir glauben, lehren und bekennen, dass dieser Glaube nicht eine bloße Kenntnis der Historien von Christus ist, sondern eine solche Gabe Gottes, durch die wir Christus, unseren Erlöser, im Wort des Evangeliums recht erkennen und auf ihn vertrauen, dass wir allein um seines Gehorsams willen, aus Gnaden, Vergebung der Sünden haben, für fromm und gerecht von Gott dem Vater gehalten werden und ewig selig werden.“

„Das Evangelium spricht um Christi willen, der die Strafe für die Sünde stellvertretend erlitten hat, die Vergebung zu

4. Das Evangelium aber ist eigentlich eine Lehre, die lehrt, was der Mensch glauben soll, der das Gesetz nicht gehalten hat und durch es verdammt wird, nämlich: dass Christus alle Sünde abgebüßt und [für sie] bezahlt hat, und dass er ihm ohne alle seine Verdienste Vergebung der Sünden, »Gerechtigkeit, die vor Gott gilt«,(Röm 1,17 ) und das ewige Leben erlangt und erworben hat.“

### Neuzeit

#### August Hermann Francke
Der Aufruf zu Buße und Umkehr war das Hauptthema der zahlreichen Predigten und Schriften August Hermann Franckes (1663–1727). Existentieller Ausgangspunkt des theologischen Denkens war seine eigene Bekehrung: „Ich fühlte mich, als sei ich tot gewesen und plötzlich lebendig geworden“. In besonderer Weise hob Francke den allgemeinen Heilswillen Gottes hervor. Weil Gott alle Menschen retten wolle und Jesus Christus für die Sünde aller Menschen gestorben sei, könne sich jeder Zuhörer sicher sein, von Gott angenommen zu werden. Zuerst allerdings müsse der Mensch sich Gott unterwerfen, seine Sünde erkennen und bereuen. Nur durch die Abkehr von einem gottlosen Leben könne der Mensch die Gnade Gottes erfahren. Vor diesem Hintergrund schien Francke die Prädestinationslehre unverständlich und gefährlich. Durch den Glauben an die Erwählung Gottes könnten manche Menschen die Suche nach Gott und das Bereuen eigener Sünde als aussichtslos aufgeben. Wenn Gott allein bestimme, wer gerettet würde, sei der Mensch zur Untätigkeit verdammt und könne lediglich abwarten, wie sich Gott entschieden habe. Gott wolle aber, dass der Mensch ihm ein „freudiges Jawort gebe“. Gott sei zwar nicht auf den Menschen angewiesen, habe sich aber entschieden, seine freiwillige Mitarbeit einzubeziehen. Gott habe den Menschen nicht als „leblosen Klotz“, sondern als vernünftiges Wesen erschaffen.
Die Ordnung des Heils (»ordo salutis«) besteht nach Francke aus den Stufen: vorlaufende Gnade, göttliche Rührung, Bußkampf, Rechtfertigung und Heiligung.
Die vorlaufende Gnade bedeutet, dass Gott das Herz des Menschen sucht. Er ist unaufhörlich bemüht, ihn durch seine „vorlaufende Gnade“ zu sich zu ziehen. Wie ein Bettler den Hut vor einem Reisenden zieht, damit man ihm einen Cent gebe, so verhält sich Gott den Menschen gegenüber und bittet sie durch sein Wort, ihm ihr Herz zu schenken.
Das Ereignis der göttlichen Rührung ereignet sich, wenn irgendwann, unter sehr verschiedenartigen Bedingungen, oft anlässlich eines besonderen Ereignisses, meistens im Leiden, aber auch in der Predigt, kann es geschehen, dass ein bestimmtes Wort Gottes, das dem Menschen schon seit langem bekannt sein kann, sein Herz mit besonderer Kraft trifft, erschreckt und zur Besinnung ruft. Francke vergleicht diesen „Zug des himmlischen Vaters“, mit einem „Seil der Liebe“, das Gott vom Himmel herablässt, das sei dann das gnädige Wirken des Heiligen Geistes. Die göttliche Rührung kann verschieden stark sein. Sie ist nicht immer mit einer starken Bewegung des Herzens verknüpft. Manchmal ist sie so zart, dass man sie kaum in einem Gedanken, oder in einer zarten Bewegung der Seele empfindet. Sie erfüllt aber trotzdem ihren Zweck, wenn der Mensch nur einer solchen zarten Bewegung Raum gibt und er der Wirkung Gottes nicht mutwillig widerstrebt.
Der Bußkampf tritt ein, wenn der Mensch der Rührung Gottes Raum gegeben hat. Es kommt dann zum Kampf zwischen den neuen und den alten Kräften. Die drei Feinde des Menschen, das sind der Teufel, die Welt und die Lust des Fleisches, die eng miteinander verbunden seien, um ihren Besitz zu verteidigen. Wenn es dem Menschen mit dem Ruf Gottes Ernst ist, setze sich der Teufel „erst recht auf seine Hinterbeine“, die Welt sammele ihre Kräfte, und das Fleisch rege sich noch stärker. Wenn ein Mensch aus dem Sündenschlaf aufgewacht ist, muss er feststellen, dass die Sünde so mächtig geworden ist, dass er sie nicht auf einmal abschütteln kann. Das Frommwerden misslingt. Seine Kräfte reichen nicht aus, um das gesteckte Ziel zu erreichen. Ja, er versinke immer tiefer in den „Sünden-Schlamm“. Er fällt dann in starke Depressionen und ist furchtbaren Anfechtungen ausgesetzt. Mitten in der größten Demütigung erfolgt, nach Francke, dann die Gründung des Glaubens. Francke vergleicht das ängstliche Suchen des Menschen in diesem Stadium mit „Geburts-Schmerzen“.
Die Rechtfertigung wird vom Menschen ergriffen, wenn im Stadium der tiefsten Niedergeschlagenheit, der seelischen Erschütterung über die Größe seiner Sünde, nicht früher, das Trostwort des Evangeliums in Kraft tritt, wenn er sich das zueignet, was ihm vom Verdienst Christi und seiner unendlichen Liebe gesagt wird. Dann komme es zum „Aus- und Durchbruch“ zur eigentlichen „Geburt“ oder zur Kräftigung des Glaubens. Dies bildet dann den Abschluss des Bekehrungsprozesses. Der Mensch wird nunmehr auch in seinem Herzen der Gnade Gottes, der Gerechtigkeit Jesu Christi und der Vergebung aller seiner Sünden gewiss. Der Prozess des Bußkampfes und der Gründung des Glaubens gehört nun der Vergangenheit an.
Das Leben des Christen sei ein Prozess beständigen Wachstums. Immer wieder müsse er sich vom Irdischen ab- und dem Himmlischen zuwenden. Zwar solle man seinen Beruf zuverlässig und verantwortungsbewusst ausüben, dabei aber nicht den Gedanken auf das Ewige aus dem Blick verlieren, erinnerte Francke. Die Konzentration auf das Wort Gottes und das Erfülltwerden mit dem Heiligen Geist bieten für Francke die beste Voraussetzung für die christliche Heiligung. Das Gebet verstand Francke als Vereinigung mit Gott. Der Gläubige müsse Herz, Sinne und Gedanken auf Gott konzentrieren, dann könne er dessen Gegenwart erfahren. Auch das regelmäßige Einnehmen des Abendmahls diene dem geistlichen Wachstum, insofern sich der Christ der Gegenwart Jesu dabei bewusst sei.

#### Johann Albrecht Bengel
In Johann Albrecht Bengels (1687–1752) dogmatischen Aussagen findet sich über das Heilswerk Jesu Christi, dass er der Mittler zwischen Gott und den Menschen ist, durch den wir Glauben und Hoffnung zu Gott haben können. Er ist der Erste und Letzte. Vor ihm sollen wir nichts wissen und nach ihm können wir nichts begehren. An ihm haben wir alles. Ein Mensch bekehrt sich, wenn er sich, der bisher in blinder Eigenliebe gelebt hatte, Gott und seinem guten heiligen Willen, dessen Ehre und dem eigenen Heil zuwendet. Der Mensch kann dazu nichts beitragen, höchstens zerstören. Bekehrung ist ein Werk, das Gott allein wirkt und sie vollzieht sich in großer Mannigfaltigkeit. Buße ist dann die Umkehr von seinem seitherigen Wege. Es sei nichts Fürchterliches, sondern etwas Liebliches, keine Strafe, sondern Besserung wie wenn jemand, der krank, verirrt oder gefallen ist, wieder gesund, zurechtgewiesen und aufgerichtet wird, wobei das von Natur aus kalte Herz des Menschen durch himmlisches Feuer erwärmt wird. Zwei sichere Merkmale der Wiedergeburt seien erstens eine kindliche Ansprache an Gott und zweitens eine herzliche Liebe zu den Brüdern.
Seine Lehre vom Blut Christi ist eigenständig und bildet neben seinem Verständnis der Bibel und ihrer Deutung der Heilsgeschichte einen dritten wesentlichen Beitrag zur pietistischen Theologie und sollte zu ihrem Gesamtverständnis als etwas eigenwilliger Beitrag zur Lehre von der Rechtfertigung oder Versöhnung beachtet werden. Bengel wollte diese Lehre vor einer Verflüchtigung durch die Aufklärung bewahren.
Bei dieser Lehre handelt es sich um eine eigenartige Paraphrase über eine Stelle aus dem Hebräerbrief (Hebräer 12,24 ), wo dem »Blut der Besprengung« eine entscheidende Rolle im Heilswerk Christi beigemessen wird. Bengel hat sie in seinem »Gnomon« aufgezeichnet. Für ihn existiert Christi Blut, von seinem Leib getrennt, »im Himmel als versöhnende Macht«. Indem der erhöhte Herr fürbittend für die Seinen eintritt und indem er sein Blut »gegenüber dem Vater stetig neu darbringt«, schützt er den Glauben und das Leben der Seinigen. Gegen Bengels Blutlehre macht Martin Brecht zu Recht geltend, dass der Hebräerbrief in einer Bildsprache redet, die – ähnlich wie die Zahlensymbolik der Johannesoffenbarung – nicht realistisch ausgedeutet werden darf. – Gleichwohl darf Bengels gedankenreiche Abhandlung, schon ihrer lutherischen Grundierung wegen, in einer Bengelanthologie nicht fehlen.

#### Nikolaus Ludwig von Zinzendorf
Das Thema der Kreuzestheologie oder des Leidens und Sterbens Christi bildet die entscheidende objektive Grundlage von Zinzendorfs (1700–1760) Theologie. Sein Leben ist ein stetes Ringen um ein tieferes Verständnis des Opfertodes Jesu von Jugend an.
Die Frage nach seiner eigenen Bekehrung stellte sich für Zinzendorf seit seinem Besuch des Pädagogiums in Halle. Da er keinen Bußkampf und Durchbruch im Sinne Halles aufweisen konnte, trafen ihn gelegentlich Anfragen von Franckes Schülern wie z. B. von Pfarrer Mischke 1729. Seiner Antwort, dass der Bußkampf durch Christi Kampf in Gethsemane für den Menschen, der ihn annimmt, erfochten sei, wurde er seit 1730 immer gewisser. Gegen diese herrnhutische „Minutenbekehrung“ gab es von Seiten des Pietismus starke Bedenken und Vorwürfe. Zinzendorf blieb bei seiner Sicht des großen, kostenlosen Gnadenangebotes durch Christi Versöhnung.
Zinzendorf lehnte im Gegensatz zu Wesley jede Art von Vollkommenheit ab. Er hält Heiligung für gesetzlich und für nicht evangelisch. Für ihn sind die ganze Rechtfertigung und Heiligung in demselben Augenblick da; in dem Augenblick, in dem er gerechtfertigt ist, wird der Mensch auch völlig bis ins Innerste geheiligt. Allein Christus ist seine Vollkommenheit. Alle christliche Vollkommenheit besteht im Vertrauen auf Christi Blut. Folglich ist er bis zu seinem Tode weder mehr noch weniger heilig. Alle Selbstverleugnung ist nach Zinzendorf etwas Gesetzliches und widerspricht der Freiheit des Glaubens. Für ihn ist die ganze christliche Vollkommenheit imputiert („zugerechnet“), nicht inhaerent („einwohnend“). Der Glaubende ist also nur in Christus vollkommen, niemals in sich selbst. Er sagte: „Wir weisen alle Selbstverleugnug zurück, wir treten sie mit Füßen. Als Glaubende tun wir alles, was wir wollen, und nichts darüber hinaus. Wir verlachen alle Abtötung. Der vollkommenen Liebe geht keine Reinigung voraus.“

#### John Wesley
John Wesleys (1703–1791) Bekehrung lässt sich auf den Abend des 24. Mai 1738 datieren, als er wahrscheinlich einem Kreis der «A new religious society» in Nettleton Court, Aldersgate Street, die von James Hutton geführt wurde, beiwohnte. Wahrscheinlich war es William Holland (Gründungsmitglied der Fetter Lane Society) der Luthers Vorrede zum Römerbrief vorlas. Als er eine bestimmte Stelle der Römerbriefvorrede Luthers hörte, fühlte John Wesley sein Herz auf seltsame Weise entbrannt und schrieb dann darüber: “while he [Luther] was describing the change which God works in the heart through faith in Christ, I felt my heart strangely warmed. I felt I did trust in Christ, Christ alone for salvation, and an assurance was given me that he had taken away my sins, even mine, and saved me from the law of sin and death.”
Wesley sah es als notwendig an, sich nach der Rechtfertigung täglich in der Buße und im Heiligungsstreben zu bemühen, das sei zum Wachstum in der Gnade Gottes notwendig. Wesley hat die Bekehrung also nicht statisch, sondern prozesshaft bzw. dynamisch verstanden. Den Vorgang der Bekehrung an sich sah er in der Reihenfolge vorlaufende Gnade, göttliche Rührung, Bußkampf, Rechtfertigung und Heiligung. Es handelt sich demnach um einen dynamischen Prozess der Heiligung und um ein lebenslanges Wachstum im Glauben und in der Liebe, welche auch eine sozialethische Dimension umfassen. Er stand damit der Auffassung Franckes und seiner «ordo salutis» nahe. Wesley trat für Stufen des Glaubens ein, also auch für die Realität eines kleinen, bzw. schwachen Glaubens und berief sich hierzu auf Röm 14,1  und Mt 8,26 . Er vertrat die Position, den Glauben im Sinne einer organischen Entwicklung zu verstehen.
Wesley glaubte im Gegensatz zu Zinzendorf an die Lehre der Heiligung und der christlichen Vollkommenheit als Ziel und Krönung der Glaubenden in diesem Leben. Christi Geist schaffe im rechten Christen die Vollkommenheit. Unter christlicher Vollkommenheit oder Heiligung versteht Wesley die Liebe zu Gott und zum Nächsten, um so zum Ebenbild Gottes zu werden. Der Glaubende, der in der Liebe wächst, nimmt dann auch in der Heiligung zu. Wesley berief sich hierzu auf ein Wort von Paulus, dass der innere Mensch von Tag zu Tag erneuert wird (2 Kor 4,16 ). Dementsprechend habe man in der Gnade zu wachsen. Wesley sieht die Glaubenden in der Selbstverleugnung der Welt absterben und Gott leben.

### Moderne

#### Søren Kierkegaard
Der dänische Philosoph, Essayist, Theologe und religiöse Schriftsteller Søren Kierkegaard (1813–1855) vertrat den Standpunkt, dass sich 1. niemand von der Einladung Jesu Christi (auch bekannt als Heilandsruf) in Mt 11,28-30  ausgeschlossen fühlen solle, 2. jedoch tieferes Wissen von der Last der Sünde und Reue erforderlich ist, um diese Einladung wahrzunehmen, 3. dass jedem, der schließlich kommt, Ruhe für die Seele verheißen wird, besonders dem, der in Reue kommt, und 4. dass es der wahre Seelsorger und Erlöser ist, der die Mühseligen und Beladenen zu sich einlädt. Dabei wird deutlich, dass die Ruhe für die Seele, die bei ihm zu finden ist, in der Vergebung der Sünden besteht. Der Unterschied, der sich zwischen Jesus als Arzt (lat. Christus medicus) und anderen Ärzten und Helfern zeigt, ist der, dass hier der Helfer zugleich die Hilfe ist und sie auf eine leiblich-seelische Heilung zielt, die auch zeitliches Leiden, Trauer, gefährdete Unschuld und Verirrung umfassen kann. Jesus öffnet nicht nur dem Sünder seine Arme, sondern wartet wie der Vater des verlorenen Sohnes und sucht wie ein Hirte seine verlorenen Schafe, damit verknüpft Kierkegaard die zwei Bilder der Gleichnisse des Verlorenen Sohnes und des guten Hirten. Sie werden verwendet um die Sendung Jesu als Sohn Gottes zu veranschaulichen.
Der Unterschied zwischen Jesus Christus und den üblichen Tröstern, die trösten und empathisch sein wollen und es doch nicht können, ist der, dass die Qualität des Mitleidens und des Trostes bei Christus eine andere ist, weil der Leidende bei ihm erfahren kann, dass er am meisten gelitten hat und sich deshalb in den Leidenden hineinversetzen und an seine Statt treten kann. Das möchte menschliches Mitleiden zwar auch, wagt es am Ende aber nicht, während göttliches Mitleiden ganz an die Seite der Mühseligen und Beladenen treten und sie zu sich rufen kann. Er, der Gott war, wurde Mensch, um an die Stelle des Leidenden zu treten und die Mühseligen und Beladenen zu sich zu rufen. Es gibt kraft Jesu Leiden und Tod die »Genugtuung des Versöhners«, die bedeutet, dass man als Sünder beiseite trittst, und der Erlöser die Stelle der Sünde einnimmt. Der von Gott zur Sünde Gemachte (2 Kor 5,14+21 ) setzt sich an die Stelle der Sünde, so dass der Sünder sich gründen kann in der Macht des Versöhners.

#### Adolf Schlatter
Das Heilswerk besteht nach Adolf Schlatter (1852–1938) darin, dass Jesus Christus die Versöhnung der Menschheit mit Gott durch seinen Tod am Kreuz gewirkt hat und so zeigt sich die zentrale Bedeutung des Versöhnungsgedankens in seiner Dogmatik nicht nur im Kapitel über das Kreuz Jesu, denn das „versöhnende Wirken Jesu“ ist der zentrale Inhalt seines Verständnisses des Werkes Jesu. Voraussetzung für die Versöhnung mit Gott ist die Überwindung aller falschen Gottesbilder, denn eine Versöhnung ist nur mit dem wahrhaftigen Gott möglich. Das Versöhnungswerk Jesu setzt den unversöhnten Zustand, die Feindschaft zwischen Mensch und Gott voraus, die durch die Sünde des Menschen entstanden ist. Die Versöhnung besteht nach Schlatter einerseits (negativ) darin, dass die zwischen Gott und Mensch stehende Schuld beseitigt und andererseits (positiv) darin, dass Gott dem Menschen seine Gemeinschaft gewährt und dadurch die Feindschaft mit Gott aufhebt. Das Mittel zur Versöhnung mit Gott ist der Tod Jesu, denn ohne das Sterben Jesu ist die Versöhnung mit Gott unmöglich, da die Sünde und der Sünder unter dem Verwerfungsurteil Gottes stehen. Die Versöhnung mit Gott ist nicht nur eine Wiederherstellung des durch die Sünde zerstörten Urzustandes, sondern die Vollendung, die nicht schon am Anfang war, weil sich in der Versöhnung nicht nur die vorhandene Liebe bewährt, sondern weil ein neuer Liebesakt geschieht. Die zerrissene Gemeinschaft wird nicht nur erneuert, sondern vertieft und an die Stelle der früheren Gabe tritt eine neue Gabe, und das bisherige Maß der Gnade wird durch die neue Gnade überboten. Das Werk Jesu zeigt, dass die Liebe Gottes mächtiger ist, als alles boshafte Widerstreben der Menschen. Die Versöhnung geschieht jedoch nicht durch ein automatisches Überwältigtwerden des Menschen durch die Gnade, unabhängig von dessen persönlicher Zustimmung, sondern es ist das Ziel des göttlichen Versöhnens, dass der Mensch seinen Widerstand gegen Gott aufgebe und den ihm angebotenen Frieden mit Gott wolle. Das Versöhnungswerk Jesu gelangt also erst dann zum Ziel, wenn sich der Mensch versöhnen lässt, indem er die von Gott am Kreuz geschaffene Versöhnung durch den Glauben empfängt und sich aneignet, es wird die Versöhnung mit Gott dann als Rechtfertigung aus Glauben vermittelt. Ziel des Heilswerkes ist der versöhnte Mensch, der durch Glauben in realer Gemeinschaft mit Gott lebt und sein Leben im Gehorsam gegen Gott gestaltet. Durch die Versöhnung mit Gott erlangt der Mensch die Befreiung vom Bösen, die Erlösung von seiner sittlichen Not, die Befreiung von der Macht der Sünde, denn Christus hat am Kreuz alle Mächte unwirksam gemacht.

#### Karl Barth
Karl Barths (1886–1968) neuzeitlicher Offenbarungstheologie zufolge hat sich Gott durch den Tod Jesu Christi offenbart und damit den Menschen von der Erbsünde erlöst. Durch ihn „wurde das Grundkerygma von der Erlösung durch Christus allein wieder zum Angelpunkt der Theologie im Kampf gegen die anderen Glaubens- und Heilsquellen des Neuprotestantismus und der liberalen Theologie. So vollzieht sich in seiner ‚Kirchlichen Dogmatik‘ unmerklich aber unaufhaltsam die Ersetzung des Zentralbegriffs ‚Wort Gottes‘ durch den Zentralbegriff ‚Jesus Christus, Gott und Mensch‘. Nicht ‚Wort Gottes‘ ist nunmehr die umfassende Bezeichnung für Wesen und Inhalt der Offenbarung, sondern der Sohn selbst ist es, in welchem Gott alles im Himmel und auf Erden zusammenzufassen beschlossen hat. Die von K. Barth stammende erste These der Barmer Erklärung 1934 bekennt sich gegen die falschen Heilswege der Deutschen Christen mit Joh 14,6  und Joh 10,1.9  zu Jesus Christus als dem einzigen ‚Weg‘ zum ‚Vater‘ und der einzigen ‚Tür‘ zum Heil. ‚Jesus Christus ist‘ nach ihr ‚das eine Wort Gottes, das wir zu hören, dem wir im Leben und Sterben zu vertrauen und zu gehorchen haben‘.“ In seiner „Dogmatik im Grundriss“ schreibt er:

„Der Weg des Christen kommt her von der Vergebung der Sünden und führt hin zur Auferstehung des Fleisches und dem ewigen Leben. Dieses Woher und Wohin des Christenmenschen ist real und substantiell beschlossen an einem einzigen Ort. Dieser Ort ist die Mitte des zweiten Artikels: das Leiden und Handeln Jesu Christi.“

#### Dietrich Bonhoeffer
Dietrich Bonhoeffer (1906–1945), Mitglied der Bekennenden Kirche und als „Verschwörer“ des 20. Juli 1944 auf direkten Führerbefehl Hitlers am 9. April 1945 im KZ Flossenbürg hingerichtet, lehrte im Predigerseminar Finkenwalde, dass der vor der Gerechtigkeit Gottes völlig sündige Mensch Anteil bekommen muss am Tod des Sohnes Gottes, der sein Fleisch am Kreuz hingegeben hat, damit der Mensch Gottes Gerechtigkeit teilhaftig wird. Christus nimmt damit dem Menschen die Schuld ab, die er alleine nicht tragen kann. Drei Aspekte sind besonders wichtig: als erstes der Aspekt der Geschichte, dann, als zweites, der Aspekt der Sozialität, und schließlich, als drittes, der Aspekt der Grenze, bzw. der Mitte. Zu erstens, zur Geschichte ist zu sagen, dass der Glaube an Jesus Christus den Zugang zum historischen Jesus eröffnet und nicht umgekehrt. Jesus ist der gegenwärtige Christus als Gekreuzigter und Auferstandener und seine Gegenwart ist zeitlich und räumlich zu verstehen. Diese Gegenwart im hier und jetzt ist konstitutiv für die Kirche und führt zweitens zur Sozialität und so ist die Gegenwart Jesu Christi in der Kirche gegenwärtig als Wort im Sakrament und als Gemeinde. Und schließlich, drittens, steht der gegenwärtige Christus »pro me« an meiner Stelle, wo ich stehen sollte und es nicht kann: an der Grenze meiner Existenz, jenseits meiner Existenz, stehe er dort für mich. Diese »pro me« wird dann erweitert zu einem »pro nobis« und so kommt das Moment der Sozialität erst richtig zum Ausdruck: Stellvertretung nicht nur für mich, sondern für uns. Jesus Christus ist somit als »pro me«, als »pro nobis« in Wort und Sakrament und Gemeinde als der Geschichtliche gegenwärtig und erweist sich darin als Mitte der Geschichte, der Natur und als Mittler, der an unserer Stelle stehe.
Der Kern- und Angelpunkt (lat. cardo rei) in Bonhoeffers Christologie führt zu einer Christologie, die das konkrete Christenleben zum Ziel hat: Christologie mündet in den Ruf zur Nachfolge, zur Nachfolge nicht im Sinne der Imitation, sondern der realen Gemeinschaft mit Jesus Christus. Und so ist der archimedische Punkt in Bonhoeffers gesamten Denken der Punkt, in dem die Vertikale der Wirklichkeit Gottes die Horizontale der Wirklichkeit der Welt kreuzt: im Kreuz des Nazareners. Die Wirklichkeit Gottes wird im Menschen Jesus von Nazareth konkret. An ihm können wir ablesen, dass und wie Gott für uns sein will. Ohne diesen Jesus von Nazareth bliebe für Bonhoeffer das Wort Gott nur ein Wort; durch ihn aber wird es mit Leben gefüllt, wird es leibhaftig und real. Zwischen Krippe und Kreuz spannt sich der Bogen der Inkarnation Gottes, aber es ist ein Gott im Inkognito. Es ist ein Gott ohne die den Menschen geläufigen Attribute des Göttlichen. Es ist ein Erlöser, der nicht den Königsweg, sondern den unteren Weg des Heils gewählt hat. Es ist ein Heiland, der die heiligen Ordnungen durcheinanderbringt und der, höchst ungöttlich und unansehnlich, sich auch mit den Parias der Religion und Gesellschaft abgibt. Schließlich kommt er auf grässlichste Weise ums Leben. Aber ausgerechnet in ihm manifestiert sich die Liebe Gottes, und diese Liebe ist, mit den Worten des Hohen Liedes der hebräischen Bibel gesprochen, »stärker als der Tod« (Hoheslied 8,6 ). Sie will Mitte des Lebens für die Menschen sein. Die Vorstellung von Jesus Christus als der Mitte der Wirklichkeit, als Mittler zwischen Gott und Mensch und als Mittler zwischen den Menschen, steht so sehr im Zentrum Bonhoeffers theologischem Denken, dass von ihr ausstrahlend sich alle anderen Elemente zu einem Ganzen herauskristallisieren. Dies entfaltet Bonhoeffer in einem seiner dichtesten und weitesten Texte, der ein Schlüsseltext für sein Denken und seinen Glauben ist:

„Ecce homo – sehet welch Mensch: In ihm geschah die Versöhnung der Welt mit Gott. Nicht durch Zertrümmerung, sondern durch Versöhnung wird die Welt überwunden. Nicht Ideale, Programme, nicht Gewissen, Pflicht, Verantwortung, Tugend, sondern ganz allein die vollkommene Liebe Gottes vermag der Wirklichkeit zu begegnen und sie zu überwinden. Wiederum ist es nicht eine allgemeine Liebesidee, sondern die wirklich gelebte Liebe Gottes in Jesus Christus, die das vollbringt. Diese Liebe Gottes zur Welt zieht sich nicht aus der Wirklichkeit zurück in weltentrückte edle Seelen, sondern sie erfährt und erleidet die Wirklichkeit der Welt aufs härteste. Am Leibe Jesu Christi tobt sich die Welt aus. Der Gemarterte aber vergibt der Welt ihre Sünde. So geschieht die Versöhnung. Ecce homo.“